# 史蒂芬·威斯納
史蒂芬·威斯納（Stephen J. Wiesner，1942年—2021年8月12日），美籍以色列物理學家、發明家和建築工人。
1960年代末和70年代初，於紐約哥倫比亞大學進行研究的威斯納發現了量子資訊科學中幾個最重要的思想，包括量子貨幣（之後發展出量子密鑰分發）、量子多路複用和超密集編碼。儘管這些研究工作十多年來一直未正式發表，但以手稿形式廣泛傳播，刺激了1980年代和90年代量子資訊科學發展。
2006年，威斯納與查爾斯·H·本內特和吉勒斯·布拉薩德因量子密碼學獲得蘭克獎。2019年，威斯納與查爾斯·H·本內特、吉勒斯·布拉薩德、阿圖爾·埃克特、安东·塞林格和潘建偉一起獲得墨子量子獎。
威斯納移民到以色列後，成為耶路撒冷的建築工人。

## 延伸資料
- The Code Book, Simon Singh, (Doubleday, 1999), pp. 331–338.
- Jerry Wiesner: scientist, statesman, humanist: memories and memoirs, Jerome Bert Wiesner and Walter A. Rosenblith,  (MIT Press, 2003), p. 591.
- Brief History of Quantum Cryptography: A Personal Perspective, Gilles Bassard, October 17, 2005. （页面存档备份，存于）
- Edward Farhi, Aram Harrow.  (PDF). MIT Physics Annual Report: 59–66. 2013. （原始内容 (PDF)存档于2014-12-09）.